# Сурди, Франсуа д’Эскубло
Франсуа д’Эскубло (фр. François d'Escoubleau; ум. 21 сентября 1707, Гожак), маркиз де Сурди — французский генерал.

## Биография
Пятый сын Шарля д’Эскубло, маркиза де Сурди, и Жанны де Монлюк.
Сеньор де Гожак и д’Эстийяк. Первоначально именовался шевалье де Сурди.
Некоторое время прослужил в кавалерийском полку Фуриля, в котором 10 августа 1660 получил роту. Полк был распущен по окончании франко-испанской войны 18 апреля 1661. 5 августа 1662 получил вольную роту шеволежеров, в 1664 году отправился с ней в Италию, а оттуда в Венгрию, где принял участие в битве с турками при Сент-Готарде. По возвращении во Францию его рота была 7 декабря 1665 включена в состав полка Шуазёля, в котором сам Сурди 10 июня 1666 стал майором.
В 1667 году служил при осадах и взятии Турне и Дуэ. Патентом от 8 июля набрал кавалерийский полк своего имени, которым командовал при осаде Лилля, а в 1668 году участвовал в завоевании Франш-Конте. 24 мая полк был распущен, а за Сурди приказом от 26-го была сохранена кампмейстерская рота.
В преддверии Голландской войны 9 августа 1671 полк был восстановлен. В 1672 году Сурди участвовал во всех походах маршала Тюренна в Голландию, следовал с этим военачальником в Кельнское курфюршество, где провел зиму. В 1673 году двинулся в графство Марк и в Вестфалию, откуда затем вернулся в Утрехтскую провинцию, поступив под командование герцога де Люксембурга, с которым отправился к недавно взятому Маастрихту.
Бригадир (13.02.1674), сражался в битве при Сенефе. 12 марта 1675 был назначен одним из кавалерийских контролеров, в том же году внес вклад во взятие Юи и Лимбурга, затем присоединился к Германской армии Тюренна, после гибели которого сражался в битве при Альтенхайме, содействовал деблокированию Хагенау и Саверна. В 1676 году участвовал в осадах Конде, Бушена и Эра.
Кампмаршал (25.02.1677), служил при осаде Валансьена, отличился в битве при Касселе, участвовал в осаде Сент-Омера, а в 1678-м в осадах и взятии Гента и Ипра. Направленный 26 апреля 1679 на Нижний Рейн в армию маршала Креки, выступил с войсками к Миндену, где французы разбили бранденбуржцев в последнем сражении Голландской войны.
28 апреля 1681 и 1682 назначался командовать лагерем, собранным в Артуа. 23 июня 1682 был произведен в генерал-лейтенанты армий короля. Принял титул графа де Сурди, в 1684 году участвовал в осаде Люксембурга. 6 июня — 12 августа 1688 командовал лагерем на Соне. 24 августа получил командование частями, направленными в Кельнское курфюршество, где провел зиму. 31 декабря 1688 был пожалован в рыцари орденов короля.
Разбитый в марте 1689 под Нойсом генералом Шонемом был вынужден отступить в Бонн. 22 мая был направлен в Германскую армию маршала Дюраса, которая держалась в обороне. 21 октября был назначен зимовать генерал-лейтенантом в Эльзас в армию маршала Лоржа.
8 января 1690, после смерти своего брата маркиза де Сурди, был назначен губернатором Орлеана, Орлеанне, Шартрена и отдельно губернатором Амбуаза и его замка, а 21 марта получил командование в Гиени и соседних провинциях, которое сохранял до 1704 года, после чего удалился в Гожак, где и умер.
Герцог де Сен-Симон дает Сурди крайне отрицательную характеристику. Франсуа д’Эскубло водил близкую дружбу с маркизом де Сен-Пуанжем (за сына которого выдал свою единственную дочь), причем «объединяла их взаимная склонность к распутству, а дружба сия, при полном отсутствии заслуг, содействовала преуспеянию».

Сурди, по исключительному своему невежеству, был так позорно разбит под Нёйссом в начале предыдущей войны в 1689 году, что месье де Лувуа, не решаясь более использовать его в армии, отправил его, по настоятельной просьбе Сен-Пуанжа, командовать в Гиень. Там он повел себя так гнусно и распутно, что терпеть его долее не стало никакой возможности. Его отстранили от управления провинцией и поставили на его место другого человека. Семидесятилетний Сурди, очарованный своей любовницей, не мог покинуть Бордо, потому что она желала там остаться, и таким образом как бы пережил там самого себя. В конце концов стало невозможно более выносить его непотребства, и пришлось его оттуда выдворить. Однако он был не в силах покинуть этот край и обосновался в одном из своих владений в Гиени. Человек, так мало заботившийся о своей чести, отдал дочь за сына своего старинного друга и покровителя, нимало не смущаясь неравенством этого брака для своей наследницы, которой должен был оставить изрядное состояние, каковое она действительно получила и коего ей не пришлось слишком долго дожидаться. Рано овдовев, он более не женился, под конец жизни стал совсем слабоумным и умер в глубокой старости.— Сен-Симон. Мемуары. 1701—1707. Кн. I. — М., 2016. — С. 208—209
Сам пользовавшийся протекцией могущественного маркиза де Лувуа, Сурди представил этому министру юного графа де Тессе, своего родственника, положив тем самым начало его карьере.

## Семья
Жена: Мари-Шарлотта де Безиад д’Аваре, дочь Теофиля де Безиада, маркиза д’Аваре, великого бальи Орлеана от дворянства шпаги, и Мари дез Эстанж
Дочь:
- Анжелика. Муж (24.03.1702): Франсуа-Жильбер Кольбер (1676—1719), маркиз де Сен-Пуанж и де Шабануа, кампмаршал